# Туари (Эн)
Туари́ (фр. Thoiry) — коммуна во Франции, находится в регионе Рона — Альпы. Департамент — Эн. Входит в состав кантона Ферне-Вольтер. Округ коммуны — Жекс.
Код INSEE коммуны — 01419.

## География
Коммуна расположена приблизительно в 400 км к юго-востоку от Парижа, в 105 км северо-восточнее Лиона, в 60 км к востоку от Бурк-ан-Бреса.
На юго-востоке коммуны протекает река Аллондон.

## Климат
Климат полуконтинентальный с холодной зимой и тёплым летом. Дожди бывают нечасто, в основном летом.

## Население
Население коммуны на 2010 год составляло 5205 человек.
| 1962 | 1968 | 1975 | 1982 | 1990 | 1999 | 2010 |
| ---- | ---- | ---- | ---- | ---- | ---- | ---- |
| 1130 | 1438 | 1859 | 2112 | 3015 | 4068 | 5205 |

## Администрация
| Период | Период | Фамилия           | Партия        | Примечания |
| ------ | ------ | ----------------- | ------------- | ---------- |
| 1995   | 2008   | Жослин Бош        | Разные правые |            |
| 2008   | 2014   | Жеральд Дантенжер | Разные правые |            |
| 2014   | 2020   | Мюриель Бенье     | Разные правые |            |

## Экономика
В 2010 году среди 3510 человек трудоспособного возраста (15—64 лет) 2702 были экономически активными, 808 — неактивными (показатель активности — 77,0 %, в 1999 году было 72,1 %). Из 2702 активных жителей работали 2546 человек (1442 мужчины и 1104 женщины), безработных было 156 (59 мужчин и 97 женщин). Среди 808 неактивных 283 человека были учениками или студентами, 188 — пенсионерами, 337 были неактивными по другим причинам.

## Города-побратимы
- Пфронтен (Германия, с 2001)

## Фотогалерея
- Туари
- Церковь Св. Маврикия
- Горный выступ Неж
- Крест
- Карта коммуны